# Liceo classico Quinto Orazio Flacco (Portici)
Il Liceo classico Quinto Orazio Flacco è un istituto di istruzione superiore di Portici, fondato nel 1969.

## Storia
Il liceo trae origine dalla costituzione di due sezioni di liceo classico all'interno del Liceo Scientifico Statale "Filippo Silvestri" di Portici. L'idea di costituire un polo di studi classici in città fu realizzata per iniziativa del professor Alberto Bruno, preside del "Silvestri", e dell'allora sindaco di Portici Bruno Ferraro.
Dopo i primi anni di coabitazione, nel 1974 il Flacco fu costituito come Liceo classico autonomo dapprima in alcuni locali di via Gaetano Poli. Con l'aumento degli iscritti, la scuola trovò una nuova sede nei locali dell’ex Orfanotrofio maschile della Madonna della Salute, in via della Libertà, e quindi nella nuova ed ampia sede di via Scalea.
Nel 2017, il liceo ha vinto l'"Enterpreneurial School Award 2017", riconoscimento attribuito alle scuole leader in Europa nella promozione dell’educazione imprenditoriale tra i propri studenti.
I suoi alunni hanno ottenuto una serie di vittorie e menzioni d'onore in manifestazioni quali le Olimpiadi delle Lingue e Civiltà Classiche, il Piccolo Agone Placidiano, il Festival della filosofia, il Certamen Gymnasii, il Certamen Tassianum, il Certamen Classicum Sannazarianum, il Certamen Senecanum, il Certame Nazionale Cardarelliano, il Premio filosofico “Gaetano Balzano”, il concorso Juvenes Translatores.
Tra gli ex alunni di rilievo, il prefetto Vittorio Rizzi, gli attori Nunzia Schiano Enzo De Caro ed Eduardo Tartaglia, lo storico Ferdinando Scala, il chimico Giuseppe Orlando, il politico e avvocato Tullio Ferrante, la deputata Marta Fascina e il magistrato Catello Catello Maresca